# 3815 König
A 3815 König (ideiglenes jelöléssel 1959 GG) a Naprendszer kisbolygóövében található aszteroida. Konig A., Jackisch G., Wenzel W. fedezte fel 1959. április 15-én.